# Municipio de Columbia (Minnesota)
El municipio de Columbia (en inglés: Columbia Township) es un municipio ubicado en el condado de Polk en el estado estadounidense de Minnesota. En el año 2010 tenía una población de 470 habitantes y una densidad poblacional de 5,07 personas por km².

## Geografía
El municipio de Columbia se encuentra ubicado en las coordenadas 47°32′51″N 95°37′5″O / 47.54750, -95.61806. Según la Oficina del Censo de los Estados Unidos, el municipio tiene una superficie total de 92.64 km², de la cual 89,68 km² corresponden a tierra firme y (3,19 %) 2,96 km² es agua.

## Demografía
Según el censo de 2010, había 470 personas residiendo en el municipio de Columbia. La densidad de población era de 5,07 hab./km². De los 470 habitantes, el municipio de Columbia estaba compuesto por el 95,53 % blancos, el 0,21 % eran afroamericanos, el 2,55 % eran amerindios y el 1,7 % eran de una mezcla de razas. Del total de la población el 0,43 % eran hispanos o latinos de cualquier raza.